# Ángela Alessio Robles
Ángela María Alessio Robles y Cuevas (Ciudad de México, 30 de marzo de 1917 - ibidem, 27 de abril de 2004) fue una ingeniera civil y directora general de Planificación de la capital de México, entonces Distrito Federal (D. F.) y presidenta de Planificación y directora del Plan para el Desarrollo Urbano de esta misma ciudad en los años 40. Durante su paso por estos cargos, se concretó la Ley de Desarrollo Urbano y el Plano Regulador de la Ciudad de México, y se estableció una vinculación con el estado de México para encontrar soluciones conjuntas a problemas compartidos y prever el crecimiento y la conurbación de la ciudad. También se crearon construcciones importantes para la capital, como la Torre Latinoamericana, el Autódromo Hermanos Rodríguez, el Centro Médico La Raza, varias calzadas y avenidas, así como múltiples unidades habitacionales para las personas trabajadoras del Estado, y esto último constituyó la principal línea de trabajo e investigación de Alessio Robles.

## Formación y desarrollo profesional
En 1938, ingresó a la Escuela Nacional de Ingenieros de la Universidad Nacional Autónoma de México y cinco años después se graduó como ingeniera civil, con la tesis Control y regularización de las corrientes del Valle de México: proyecto de los muros de retención para las presas escalonadas con lo que se convirtió en la cuarta mujer en graduarse de esta institución.
En 1946, estudió una maestría en Ciencias en Planificación y Habitación, en la Universidad de Columbia, Nueva York.
Por esos mismos años comenzó a dar clases de matemáticas en la Escuela Nacional Preparatoria, en México.
En 1948, comenzó sus labores como directora general de Planificación de la capital de México.[cita requerida]
También participó como secretaria de Desarrollo Urbano de Nuevo León, en la construcción de la Macroplaza, en Monterrey.[cita requerida]

## Distinciones
- En 1965, fue nombrada la Mujer del Año.[10]
- En 1968, recibió la Legión de Honor Mexicana.[1]
- En los años 70, fue nombrada La Mujer de la Década.[5]
- Fue miembro del Colegio de Ingenieros Civiles de México, y presidenta del Comité de Medio Ambiente, en 1992.[5]
- En la alcaldía de Álvaro Obregón en la Ciudad de México, hay una calle que lleva su nombre (19.351338165280225, -99.20248000000001)[11]

## Vida familiar
Fue hija de Vito Alessio Robles.